# نافتش
نافتش (بالفارسية: نافچ) هي مدينة تقع في إيران في البلدة المركزية. يقدر عدد سكانها بـ 3,814 نسمة .